# Lydingesjön
Lydingesjön är en våtmark och sjö i Uppsala kommun i Uppland och ingår i Olandsåns huvudavrinningsområde. Sjön har en area på 0,43 kvadratkilometer och ligger 14 meter över havet. Sjön avvattnas av vattendraget Olandsån.

## Delavrinningsområde
Lydingesjön ingår i det delavrinningsområde (665149-162150) som SMHI kallar för Utloppet av Lydingssjön. Medelhöjden är 24 meter över havet och ytan är 24,1 kvadratkilometer. Det finns inga avrinningsområden uppströms utan avrinningsområdet är högsta punkten. Olandsån som avvattnar avrinningsområdet har biflödesordning 2, vilket innebär att vattnet flödar genom totalt 2 vattendrag innan det når havet efter 62 kilometer. Avrinningsområdet består mestadels av skog (69 procent) och jordbruk (17 procent).